# Næbhassel
Næbhassel (Corylus cornuta), også skrevet Næb-Hassel, er en løvfældende busk med en opret, åben vækst. Nødderne er spiselige.

## Beskrivelse
Barken er først lysegrøn og håret. Senere bliver den lyst rødbrun og glat. Gamle grene kan have en glat og grå bark. Knopperne er spredte, rødbrune og ægformede. Bladene er bredt ovale med groft tandet rand. Oversiden er græsgrøn, mens undersiden er mere grå på grund af et tæt hårlag. Høstfarven er gulbrun.
Hun- og hanblomster sidder adskilt som sædvanligt hos hassel. De hanlige er samlet i rakler, der farves gule af pollen i april. De hunlige ses kun som røde, krøllede støvfang fra spidsen af enkelte knopper. Frugterne er nødder, der sidder beskyttet inde i lange haser, der er forlænget langt ud over nødden, så de danner et "næb". Hasen er forsynet med tornagtige tråde, som knækker af og kan bore sig ind i huden, hvor de irriterer.
Rodnettet er kraftigt, dvs. både dybtgående og vidt udbredt.
Højde x bredde og årlig tilvækst: 6 x 3 m (30 x 20 cm/år). Se dog angivelserne om varieteterne neden for.

## Hjemsted
Næbhassel findes i det meste af Nordamerika, lige fra det sydlige Canada til Georgia og vestpå til Californien. Alle steder foretrækker arten let skyggede skove, lysninger eller skovbryn.
Ved Mount Rushmore ses den i et plantesamfund sammen med bl.a. amerikansk asp, Aralia nudicaulis, burreeg, Maianthemum canadense, papirbirk og Viola canadensis.

## Anvendelse
I Nordamerika bruges nødderne som en delikatesse.

## Billeder
- Nød
- Vinge

## Varieteter
- Corylus cornuta var. cornuta, som findes i det østlige USA, og som er en mellemstor busk (op til 4m høj) med et mere end 3 cm langt "næb".
- Corylus cornuta var. californica, som findes i det vestlige USA, og som er en stor busk (op til 8 m høj) med et "næb", der er under 3 cm langt.

| Portal | Portal:Botanik |

## Note
1. ↑  biology.usgs.gov: USGS-NPS Vegetation Mapping Program: Photographs of Betula papyrifera/Corylus cornuta Forest (engelsk)